# São Francisco do Sul
São Francisco do Sul este un oraș în Santa Catarina (SC), Brazilia.